# رضا رسولی
رضا رسولی (به ترکی آذربایجانی: Rza Rəsuli ۱۸۹۲، تبریز - ۱۹۸۴، تهران) سیاستمدار، چهره سرشناس، از اعضای جنبش «۲۱ آذر». وزیر تجارت و اقتصاد در دوران حکومت ملی آذربایجان.
پس از فروپاشی حکومت ملی آذربایجان، به دلیل آزار و اذیت، به مدت ۲ سال در تبریز مخفی شد. در این مدت، خاطرات خود را نوشت. در سال ۱۹۴۸ دستگیر شد. پس از آزادی، در تهران زندگی می‌کرد.

## درباره
رضا رسولی در سال ۱۸۹۲ در تبریز متولد شد. پس از اتمام تحصیلات، در مناصب بالایی در وزارت کشور ایران مشغول به کار شد. او سال‌های مختلفی را تحت نظر این وزارتخانه در تبریز، اصفهان و کرمانشاه کار کرد. بعداً به عنوان شهردار شهر مراغه منصوب شد. در سال ۱۹۴۲، به تبریز دعوت شد و در شهرداری تبریز مشغول به کار شد.
پس از خروج ارتش شوروی که حامی و نگهدارنده دولت پیشه‌وری بود، ارتش ایران برای پایان دادن به غائله آذربایجان اقدام به آزاد سازی سرزمینهای اشفال توسط فرقه دموکرات کرد. در همین راستا اعضای حزب دموکرات به دستور شوروی به خاک ان کشور برگشتند و برخی که دیگر که از این دستور حزبی اطاعت نکرده بودند. مدتی مخفی شدند. در این میان رضا رسولی نیز به مدت دو سال در تبریز مخفی بود. در این مدت، شروع به نوشتن خاطرات خود کرد. در ۷ آذر ۱۳۲۷، او با ضمانت چندین تن از آشنایان به تهران رسید و خود را به دادسرای نظامی تسلیم کرد. پس از چندین محاکمه طولانی، به پنج سال زندان محکوم شد. او در آبان ۱۳۲۸ مورد عفو قرار گرفت و آزاد شد.
رضا رسولی در سال ۱۹۸۴ در تهران درگذشت. او در گورستان امامزاده عبدالله در ری، در کنار پدر و پسرش به خاک سپرده شد.